# Nemoptera sinuata
Espèce
Nemoptera sinuata est une espèce de Neuroptères de la famille des Nemopteridae.

## Systématique
Le nom valide complet (avec auteur) de ce taxon est Nemoptera sinuata Olivier, 1811.
Nemoptera sinuata a pour synonymes : Nemoptera (Nemoptera) sinuata Olivier, 1811.